# Lubbeek Sint-Martinus Sport
Lubbeek Sint-Martinus Sport is een Belgische voetbalclub uit Lubbeek. De club is aangesloten bij de KBVB met stamnummer 5040 en heeft rood en wit als kleuren. De club speelt reeds haar hele bestaan in de provinciale reeksen. Op dit moment speelt het met zijn A-elftal in 3de provinciale en met zijn B-elftal in 4de provinciale 
Ze is actief met 14 jeugdploegen in de provinciale en regionale reeksen van de KBVB - VFV. Voor haar jeugdwerking heeft ze een tweesterrenlabel ontvangen van Footpass.